# 米特爾峰
46°38′06.4″N 8°07′29.7″E / 46.635111°N 8.124917°E

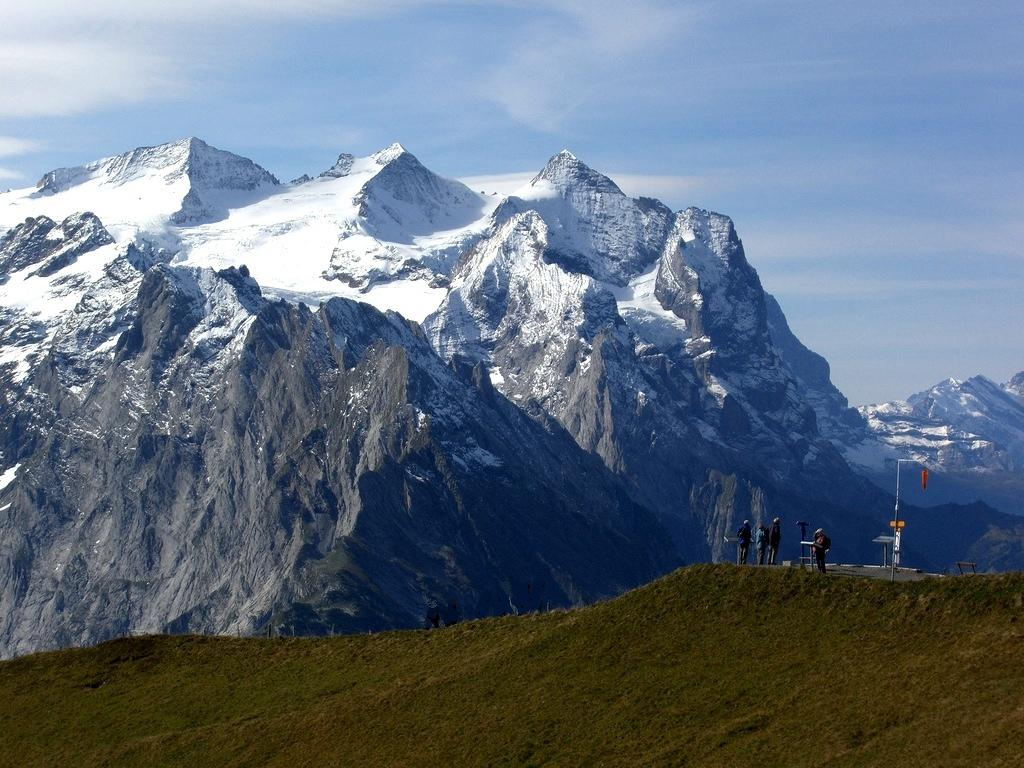

米特爾峰（德語：Mittelhorn）是瑞士伯恩州的山峰，位於該國南部，屬於伯尔尼山的一部分，海拔高度3,704米，人類在1845年7月9日首次登頂。

## 外部連結
- Mittelhorn on Hikr
- www.wetterhorn.ch
- Wetterhorn on Summitpost （页面存档备份，存于）
- Wetterhorn from Grindelwald First （页面存档备份，存于）
- Wetterhorn from Eiger Trail （页面存档备份，存于）